# Colotis celimene
Colotis celimene is een vlindersoort uit de familie van de Pieridae (witjes), onderfamilie Pierinae. De diersoort komt voor in Zimbabwe.
Colotis celimene werd in 1852 beschreven door Lucas.